# 星紋蛺蝶屬
星紋蛺蝶屬（學名：Asterocampa）是閃蛺蝶亞科裡面的一屬。分佈於美洲。

## 物種
北美星紋蛺蝶類群
- 北美星紋蛺蝶 （Asterocampa celtis）
- 雷拉星紋蛺蝶 （Asterocampa leilia）

星紋蛺蝶類群
- 星紋蛺蝶 （Asterocampa clyton）
- Asterocampa idyja